# Ghauri-III
El Ghauri-III (urdu: غورى–ااا; oficialmente Hatf-VIII), era el nombre en clave de un programa paquistaní para desarrollar un misil balístico de alcance medio tierra-tierra con base terrestre en respuesta al misil Agni-III de la India.
El desarrollo comenzó en KRL basándose principalmente en un sistema de combustible líquido de etapas múltiples con una etapa planificada de alcance de más de 3.000 km (1.864,1 millas). El programa se redujo en 2004, lo que finalmente llevó a su terminación total. Los resultados del programa permanecen clasificados y no se cree que se haya llevado a cabo ninguna producción. Pakistán también presuntamente persiguió otro misil balístico llamado Tipu con un alcance de 4.000 km, sin embargo no se reveló ninguna información. De 2004 a 2019, KRL también desarrolló misiles LRBM Ghauri-4 y Ghauri-5.